# Soldados de plomo (película)
Soldados de plomo es una película española de drama estrenada en 1983, dirigida y guionizada por José Sacristán, en la que fue su primera película como director de las tres que dirigió, y protagonizada en los papeles principales por Fernando Fernán Gómez, Silvia Munt, Amparo Rivelles, Assumpta Serna y el propio José Sacristán.
Se trata de una adaptación cinematográfica de un relato del escritor barcelonés Eduardo Mendoza.
Por su papel en la película Fernando Fernán Gómez y Assumpta Serna fueron nominados a los Fotogramas de Plata 1983.

## Sinopsis
Andrés es un profesor de literatura española que vive en Nueva York. Su padre era un militar de la alta sociedad que abandonó a su familia para irse con la madre de Andrés, una cupletista de segunda fila. Un día Andrés recibe una carta del abogado Don Dimas en la que se le notifica que ha recibido en herencia de su padre, al que nunca conoció, un inmenso caserón medio en ruinas que está a punto de ser declarado monumento histórico.
Sus deseos de liquidar pronto el asunto se ven truncados por la intromisión de su hermanastro Ramón, propietario de una inmobiliaria que quiere comprarle la casa para construir unos modernos y confortables apartamentos. 

## Reparto
- José Sacristán como Andrés.
- Fernando Fernán Gómez como Don Dimas.
- Silvia Munt como Blanquita.
- Assumpta Serna como Elena.
- Amparo Rivelles como Doña Mercedes.
- Fernando Vivanco como Ramón.
- Irene Daina como Madre de Andrés.